# Akademie der Bildenden Künste Nürnberg

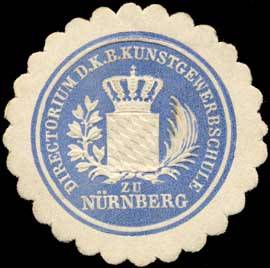
Siegelmarke Directorium der K.B. Kunstgewerbeschule zu Nürnberg

Die Akademie der Bildenden Künste Nürnberg ist eine staatliche Kunsthochschule in Nürnberg, die 1662 als erste Kunstakademie im deutschsprachigen Raum gegründet wurde. Mit rund 320 Studierenden zählt sie zu den kleineren Hochschulen in Deutschland und bietet mit den Studiengängen Freie Kunst, Grafik-Design / Kommunikationsdesign, Freie Kunst / Schmuck und Gerät, Kunstpädagogik, Lehramt Kunst am Gymnasium sowie Live Art Forms (Master Program) verschiedene Studienmöglichkeiten im freien und angewandten Bereich.

## Geschichte
Die Nürnberger Akademie der Bildenden Künste wurde 1662 von dem Ratsherren Joachim Nützel von Sündersbühl, dem Kupferstecher Jacob von Sandrart und dem Architekten Elias von Gedeler (1620–1693) gegründet und ist damit die älteste Kunstakademie im deutschsprachigen Raum.
1674 wurde die Akademie, nach einigen Ortswechseln, in einem Zimmer im ehemaligen Franziskanerkloster untergebracht. 1699 wurde die Akademie als reichsstädtische Institution anerkannt und unter die Aufsicht des Bauamts gestellt. Im gleichen Jahr wurde dem Kupferstecher und Astronomen Georg Christoph Eimmart die Leitung übertragen und es erfolgte der Umzug ins Katharinenkloster. Die Studienschwerpunkte waren das Aktzeichnen und das Antikenstudium. Nach dem Vorbild der Pariser Protektoratsverfassung erließ der Rat der Stadt 1704 die „Ordnung bei der Malerakademie“.
Nach dem Tod Georg Christoph Eimmarts wurde 1705 bis 1737 Johann Daniel Preissler Direktor der Akademie. Er gründete 1716 die Zeichenschule für Handwerkslehrlinge, deren Besuch kostenlos und ab 1766 für Lehrlinge des Bauhandwerks Pflicht war. In den folgenden Jahren wurde die Leitung der Akademie 1737 bis 1738 von Johann Martin Schuster, 1738 bis 1742 von Paul Decker und 1742 bis 1771 von Johann Justin Preißler übernommen. 1788 entbrannten unter der Leitung des Direktors Johann Eberhard Ihle Konflikte um die Organisation der Akademie, die öffentlich diskutiert wurden.
Nach dem Ende der reichsstädtischen Zeit im Jahr 1806 wurde die Akademie eine Einrichtung des Königreichs Bayern. In den Jahren von 1813 bis 1817 wurde sie, unter der Leitung von Albert Christoph Reindel, in den Hertelshof am Paniersplatz und 1818 in die Nürnberger Burg verlegt.
Von 1835 bis 1897 befand sich die Kunstgewerbeschule gemeinsam mit Teilen der städtischen Kunstsammlung in Räumlichkeiten des Landauerschen Zwölfbrüderhaus. 1897 zog die Kunstgewerbeschule in einen eigens für sie von Professor Conradin Walther entworfenen großzügigen Neorenaissancebau in der Flaschenhofstraße um.
Um München als Kunststadt zu fördern, stufte der bayerische König Ludwig I. die Nürnberger Akademie zur Kunstschule herab. Der Lehrplan wurde um den Unterricht in Ölmalerei erweitert und einige Vorlesungen in Architektur gegeben; die Ausbildung von Architekten war aber nicht mehr möglich. Seitdem diente die Kunstschule als Ausbildungsinstitut für die traditionellen Nürnberger Gewerbe, vor allem für die graphischen Künste und die Porzellan- und Dosenmalerei.
Ab 1853 wurde unter der Direktion August von Kreling (1853–1874) die Kunstgewerbeschule und der Lehrplan mit großem Erfolg reformiert. Die Nürnberger Kunstgewerbeschule galt als vorbildlich für andere Institutionen in Deutschland.
Aus dem Vermächtnis von Carl Haller von Hallerstein gelangten 1823 Gipsabgüsse der Aegineten in die Studiensammlung. In den folgenden Jahrzehnten wurde die Schule mehrfach umbenannt: 1833 in „Kunstgewerbeschule“, 1928 in „Staatsschule für angewandte Kunst“. 1940 erfolgte unter der Leitung von Hermann Gradl die Erhebung zur „Akademie der bildenden Künste in der Stadt der Reichsparteitage“. 1943 wurde das Akademiegebäude in der Flaschenhofstraße bombardiert und die Akademie in das Deutschordensschloss Ellingen ausgelagert. Einige politisch belastete Professoren wurden nach dem Zweiten Weltkrieg suspendiert und die Akademie in „Akademie der bildenden Künste“ umbenannt.

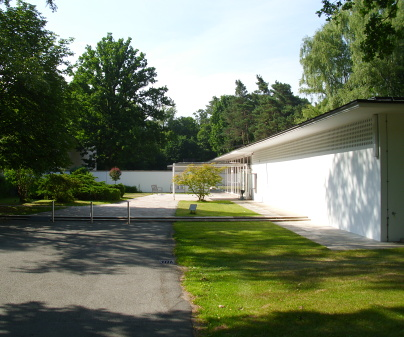
Eingang der Akademie der Bildenden Künste Nürnberg, Architekt: Sep Ruf

In den Nachkriegsjahren von 1945 bis 1948 wurde Max Körner kommissarisch mit der Leitung betraut, bis Fritz Griebel zum Direktor ernannt wurde. 1954 zog die Akademie in die von Sep Ruf entworfenen Neubauten in der Bingstraße, im Waldgebiet zwischen Mögeldorf und Zerzabelshof, am Nürnberger Tiergarten ein. Die transparente Pavillonarchitektur stellt die erste denkmalgeschützte Nachkriegsarchitektur Süddeutschlands dar. Rufs Neubau, in dem Natur- und Architekturraum miteinander verschmelzen, zählt neben der Berliner Philharmonie zu den wenigen Juwelen der frühen deutschen Nachkriegsarchitektur.
Im Verhältnis zu Fächern wie Silber- und Goldschmiedekunst, Innenarchitektur, Textilkunst, angewandter Malerei und Gebrauchsgrafik hatten die freien Künste Malerei, Bildhauerei und Grafik gleiches Gewicht.
1960 wurde die Präsidialverfassung eingeführt und die formale Gleichrangigkeit mit der Münchener Akademie erzielt. Seit 1973 konnten in Nürnberg Kunsterzieherprüfungen abgehalten werden. 1985 zog die Abteilung der Kunsterziehung in das Wenzelschloss in Lauf an der Pegnitz um und bildet die Außenstelle für Lehramtsstudenten. 2010 wurde vom bayerischen Landtag der Ausbau der Nürnberger Gebäude genehmigt, so dass die Akademie das Schloss 2013 als Außenstelle aufgeben konnte. Der Entwurf für den Erweiterungsbau der Akademie stammt von dem Berliner Architekturbüro Hascher Jehle Architektur und wurde im April 2013 fertiggestellt.
Heftige Kritik am 2001 geäußerten Vorhaben, die Innenarchitektur-Klasse aufzugeben, resultierte in der Umwandlung des Vollstudiengangs in ein Aufbaustudium mit internationalem Abschluss.
Von 2005 bis zu seiner Emeritierung 2017 war Ottmar Hörl Akademiepräsident. Er trat seinerzeit die Nachfolge von Ulla Mayer und Karlheinz Lüdeking an.
Im Juli 2011 fand in der Akademie der Bildenden Künste in Vorbereitung des 350-jährigen Jubiläums des Bestehens eine Kunsthistorikertagung statt. Die Tagung „Die Akademie der Bildenden Künste in der Stadt der Reichsparteitage“ untersuchte u. a. die Verflechtung der Lehrenden der Akademie mit dem Nationalsozialistischen Regime und inwieweit künstlerische Arbeiten regimedienlich waren. Teilnehmer waren u. a. Hans Ottomeyer, Birgit Schwarz, Doris Gerstl, Thomas Heyden, Frank Matthias Kammel.
2012 feierte die Akademie der Bildenden Künste ihr 350-jähriges Bestehen. Anlässlich des Jubiläums widmete die Gemälde- und Skulpturensammlung der Museen der Stadt Nürnberg der Frühzeit der Nürnberger Kunstakademie eine Sonderausstellung (16. Mai bis 2. September im Stadtmuseum, es erschien dazu ein umfangreicher, wissenschaftlicher Katalog). Die Ausstellung „Geartete Kunst“ im Dokumentationszentrum Reichsparteitagsgelände widmete sich der Zeit der Akademie in den 1940er Jahren, die Ausstellungen „return“ und „b.east“ zeigten Absolventen seit 1980 und Studenten aus Nürnberg in Kooperation mit anderen Kunsthochschulen "Auf AEG". Die Ausstellung „Vorhang auf …“ präsentierte die 14 Klassen und Aufbaustudiengänge im Neuen Museum Nürnberg. Höhepunkt des Jubiläumsjahres war ein Festakt im Staatstheater Nürnberg.
Mit der Ausstellungshalle und der Akademie Galerie Nürnberg verfügt die Akademie der Bildenden Künste sowohl über einen großzügigen Ausstellungsraum am Stammgebäude als auch über Galerieräume im Stadtzentrum Nürnbergs.
2017 wurde der Grafikdesigner Holger Felten vom Hochschulrat zum Präsidenten der Akademie gewählt. Nach zweimaliger Wiederwahl ist er im Juni 2025 zurückgetreten.

## Architektur

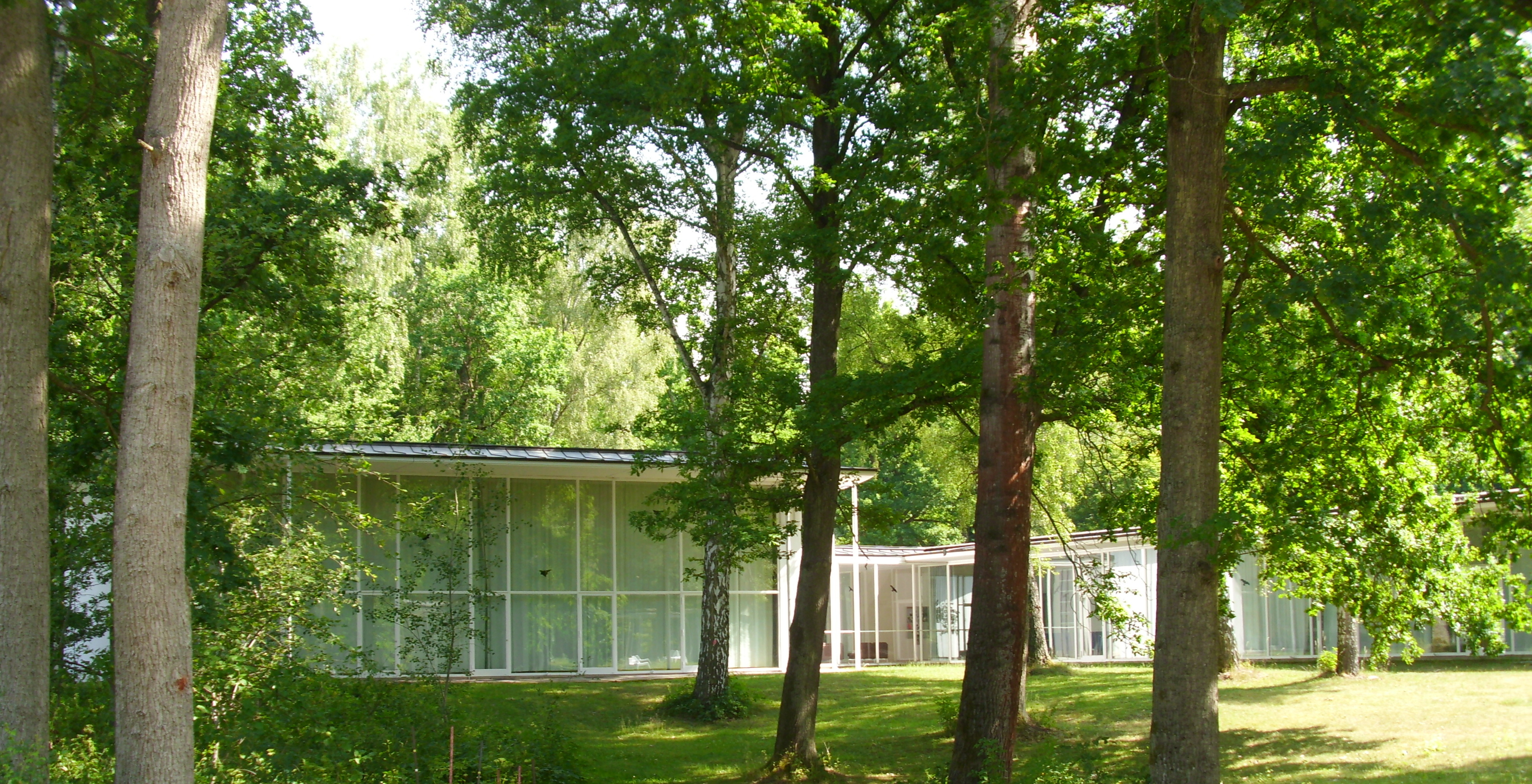
Aula der Akademie der Bildenden Künste Nürnberg, Architekt: Sep Ruf

1954 hat die Akademie die ersten von Sep Ruf (1908–1982) entworfenen Gebäude bezogen, welche ursprünglich für 150 Studierende ausgerichtet waren. Die transparente Pavillonarchitektur vereint in gelungener Weise alle Ateliers, Werkstätten und zentrale Einrichtungen wie Bibliothek, Mensa und Verwaltung. Nachdem die Ausbildung insbesondere um das Fach Kunsterziehung erweitert wurde, konnte der Raumnot nur mit einem Ausweichquartier in der Laufer Kaiserburg Abhilfe geschaffen werden, und so war die Akademie mit ihren bald 300 Studierenden seit 1985 an zwei Orten untergebracht. Mit Blick auf größere Synergien und Effizienz in der Ausbildung wurde die Planung für einen Neubau neben der Ruf’schen Pavillonarchitektur begonnen und im Frühjahr 2013 fertiggestellt.
Während des Zweiten Weltkriegs war die Akademie von Nürnberg nach Ellingen ausgelagert worden. Im Ellinger Schloss befand sich die Hochschule auch noch 1947, als Sep Ruf zum Professor der Architektur und Stadtplanung an diese berufen wurde. Der etablierte Architekt war bekannt für seine lichtdurchfluteten Gebäude, die zur Sonne ausgerichtet waren und sich harmonisch in die umgebende Landschaft einbetteten. Den im Frühjahr 1950 ausgelobten Architekturwettbewerb für den Neubau der Akademie am östlichen Nürnberger Stadtrand konnte Sep Ruf für sich gewinnen. Der Baubeginn verzögerte sich allerdings um zwei Jahre, und so war der erste Bauabschnitt erst im Juni 1954 vollendet. Die Akademie konnte den ersten Teil des Neubaus einweihen und beziehen. 1956 waren die Ruf’schen Pavillons an der Bingstraße endgültig fertiggestellt, sodass die Hochschule nach Nürnberg zurückkehren konnte.

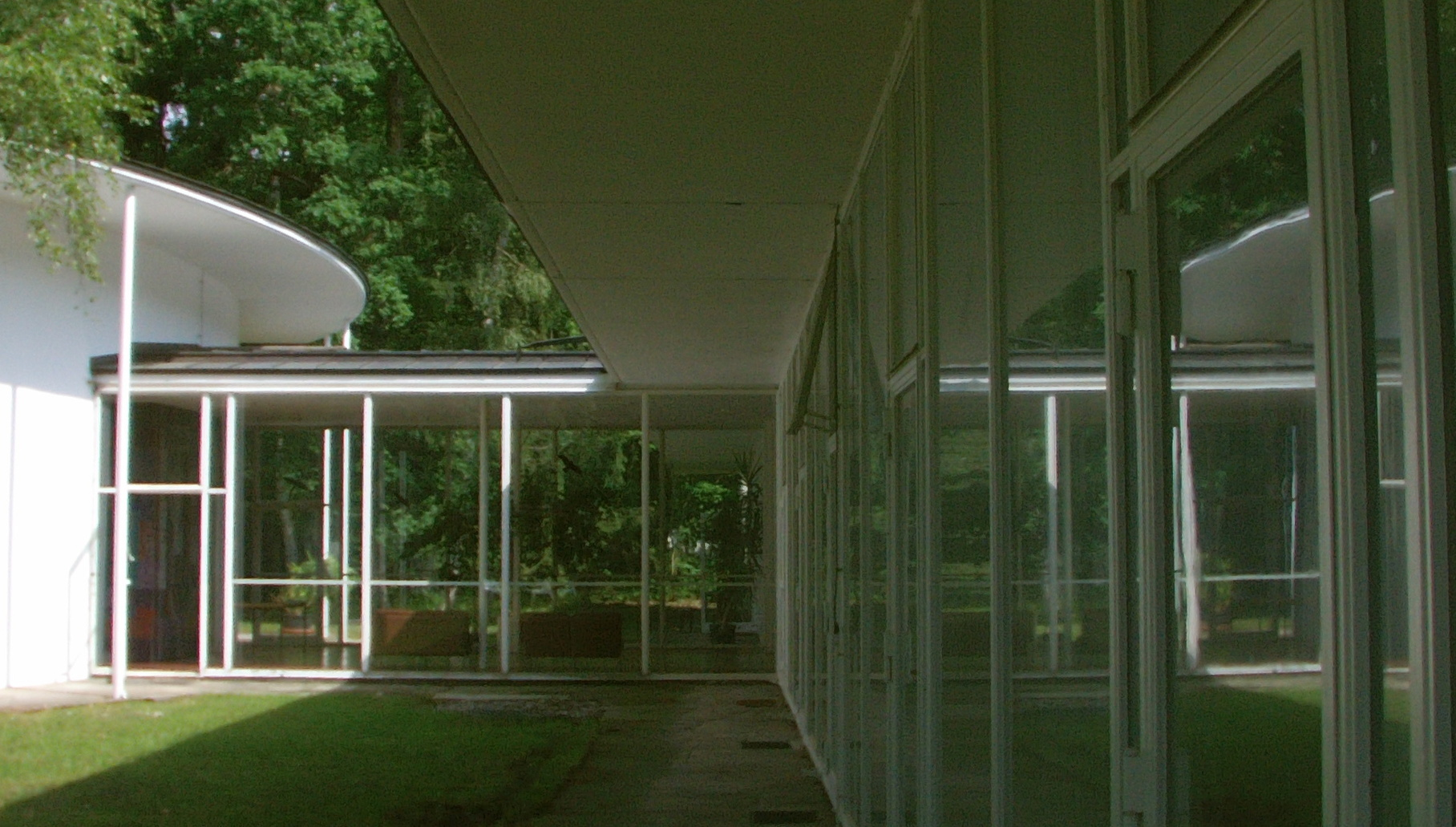
Aula und Bibliothek der Akademie der Bildenden Künste Nürnberg, Architekt: Sep Ruf

Sep Rufs Entwurf für den Neubau der Akademie der Bildenden Künste in Nürnberg zeigt erstmals die charakteristische Sprache seines späteren Werks: Leichtigkeit der Erscheinung, minimierte Konstruktion, transparente Wände und schlanke Dächer. Der Bau nimmt das Konzept des Deutschen Pavillons zur Weltausstellung 1958 in Brüssel (1956–1958) vorweg, den Ruf zusammen mit Egon Eiermann ausführte und der ihm internationale Anerkennung brachte.
Rufs späteres Werk mit seinem Partner, dem Konstrukteur Wilhelm Schaupp (1922–2005), umfasste u. a. das Wohn- und Empfangsgebäude des Bundeskanzlers in Bonn (Kanzlerbungalow, 1963–1964), ein ausgereiftes Werk in Proportion und Detail. Sep Ruf wurde zum dominanten Münchener Architekten der 1950er und 1960er Jahre und hinterlässt ein umfangreiches Werk von Wohngebäuden, Bauten für Verwaltung, Bildung, Büro und Repräsentation. 1971 gründete er mit vier Kollegen (Alfred Goller, Helmut Mayer, Hanns Oberberger, Ludwig Thomeier) eine Büropartnerschaft, die nach seinem Tod weitergeführt wurde.

## Komplementärer Erweiterungsbau
Das renommierte Architekturbüro Hascher Jehle Architektur hat den Erweiterungsbau der Nürnberger Akademie nach einem begrenzt offenen Realisierungswettbewerb im Frühjahr 2009 entworfen. Mit knapp zweijähriger Bauzeit konnte das Gebäude im Sommersemester 2013 in Betrieb genommen werden. Somit sind erstmals die Studiengänge für freie und angewandte Kunst, Kunstpädagogik sowie Aufbaustudiengänge an einem Standort vereint.
Die Kunstakademie am Stadtrand Nürnbergs ist umgeben von bewaldeten Landschaftsflächen, in die sich die eingeschossige, denkmalgeschützte Bebauung aus den 1950er Jahren von Sep Ruf harmonisch integriert. In respektvollem Abstand zu den Bestandsgebäuden arrondiert der Erweiterungsbau das Gesamtareal und schafft mit einer ruhigen architektonischen Ausformulierung den neuen Campus.
Entlang der Bingstraße entstand ein langgestreckter, eingeschossiger Baukörper, der mit seinen Öffnungen und dem darüber schwebenden Dach im baukünstlerischen Kontext zu den Bestandsgebäuden steht. Die neuen Ateliers und Seminarräume sind in drei getrennten Pavillons unter einer Dachlandschaft positioniert. Das Zentrum der neuen Anlage bildet der sogenannte Kommunikationspavillon mit einem Raum für großformatiges, interdisziplinäres Arbeiten, einem Bilderlager und Multifunktionsraum mit Bühne und Kino. Das Entrée und gleichzeitig neuer Zugang auf das Gelände ist ein offener Hof. Von hier aus gelangen die Studierenden in die angrenzenden Atelier- und Seminarräume. Die Ateliers der Kunstpädagogen sind im Westen des Neubaus beherbergt; sie gruppieren sich um einen Innenhof und sind – in Analogie zu den Ruf’schen Atelierpavillons – über einen offenen, überdachten Gang miteinander verbunden. Im dritten Gebäudeteil, auf der anderen Seite des „Kommunikationspavillons“, sind die Seminarräume ebenfalls um einen Hof herum angeordnet. Die Gänge befinden sich hier jedoch im Gebäude und sind durch großflächige Glasfassaden vom Innenhof getrennt. Die horizontal durchgängige Dachlandschaft wird trotz unterschiedlicher Raumhöhen durch das natürliche Gefälle des Geländes möglich.
Insbesondere die Materialität unterstützt den Werkstattcharakter des Neubaus. Sichtbetonflächen wechseln sich mit Glasflächen und geschlossenen Stahl-Blech-Elementen ab und bilden so die äußere Hülle des Gebäudes. Durch die beweglichen Schiebeelemente aus Streckmetall, die den Glasfassaden als Sonnenschutz vorgelagert sind, verändert sich das Erscheinungsbild der Fassade je nach deren Positionierung. Damit setzt sich der Neubau in seiner Materialität und Oberflächenbeschaffenheit bewusst von den Ruf’schen Bauten ab.
Indem sich der Neubau parallel zu den historischen Pavillons und entlang der Straße erstreckt, entwickelt er einen neuen Blick auf die Architektur Sep Rufs. Sichtachsen und Wege verbinden beide Gebäude, lassen sowohl architektonische Analogien als auch Eigenständigkeiten hervor treten. Gemeinsam bilden sie einen Campus, der der demokratischen und logischen Architekturidee Sep Rufs folgt.

## Direktoren / Präsidenten
- 1661/62 Private Akademie – lose Vereinigung, wenige Mitglieder: Jacob von Sandrart (1630–1708), Georg Christoph Eimmart (1638–1705), Willem van Bemmel (1630–1708), Johann Franz Ermels (1641–1693), Johann Murrer (1644–1713), Joachim Nützel (1629–1671), Elias von Gedeler (1620–1693), Joachim von Sandrart (1606–1688)
- 1672–1688 Joachim von Sandrart (Leitung), mithilfe von Georg Christoph Eimmart und Johann Paul Auer (1638–1687)
- 1688–1699 Georg Christoph Eimmart und Johann Paul Auer abwechselnd/nebeneinander Direktoren
- 1699–1704 Georg Christoph Eimmart
- 1704–1737 Johann Daniel Preissler (1666–1737)
- 1737/38 Johann Martin Schuster (1667–1738)
- 1738–1742 Paulus Decker d. J. (1685–1742)
- 1742–1771 Johann Justin Preissler (1698–1771)
- 1771–1811 Johann Eberhard Ihle (1727–1814)
- 1811–1853 Albert Reindel (1784–1853)
- 1853–1876 August von Kreling (1819–1876)
- 1877–1884 Adolf Gnauth (1840–1884)
- 1885–1897 Karl Hammer (1845–1897)
- 1897–1920 Franz Brochier (1852–1926)
- 1920–1939 Eduard Brill (1877–1968)
- 1939–1945 Hermann Gradl (des Amtes enthoben)
- 1945–1948 Max Körner (kommissarisch)
- 1948–1957 Fritz Griebel
- 1957–1965 Otto Michael Schmitt
- 1965–1967 Karl Hans Walter
- 1967–1968 Otto Michael Schmitt
- 1969–1975 Wunibald Puchner
- 1975–1984 Günther Voglsamer
- 1984–1987 Wilhelm Uhlig
- 1987–1995 Rainer Beck[10]
- 1995–1998 Hanns Herpich
- 1998–2001 Karlheinz Lüdeking[11]
- 2001–2005 Ulla Mayer[12]
- 2005–2017 Ottmar Hörl
- 2017–2025 Holger Felten[13]
- seit 2025 Eva von Platen-Hallermund[14]

## Studienangebot

### Fachrichtungen / künstlerische Klassen
- Fotografie – Katja Eydel
- Freie Kunst – Heike Baranowsky
- Freie Kunst mit Schwerpunkt Malerei – Michael Hakimi
- Bildende Kunst (Bildhauerei) – Marko Lehanka
- Bildende Kunst – Eva von Platen-Hallermund
- Bildhauerei – Michael Stevenson
- Freie Malerei und Kunsterziehung – Michael Munding
- Freie Kunst und Kunstpädagogik – Jochen Flinzer, Lena Ziese
- Schmuck und Gerät – Suska Mackert
- Grafik-Design/Kommunikationsdesign – Friederike Girst und Holger Felten
- Freie Malerei – Susanne Kühn, Kerstin Brätsch
- Vernetzte Materialität / Networked Materiality – Constant Dullaart

### Kunstbezogene Wissenschaften
- Kunstgeschichte – Lars Blunck
- Kunsttheorie und Kunstvermittlung – Kerstin Stakemeier

### Masterstudiengang
- Live Art Forms – Johannes Paul Raether

### Werkstätten
- Bronzeguss
- Digitalwerkstatt
- Fotografie
- Gipsgießerei
- Gold- und Silberschmieden
- interaktive Medien
- Lithografie und Siebdruck
- Maltechnik
- Medienlabor
- Metall- und Schweißtechnik
- Schreinerei und Modellbau
- Tiefdruck und Radierung

## Hochschulpartnerschaften
- Jan Matejko Akademie der Künste in Krakau (Akademia Sztuk Pięknych w Krakowie), Polen
- Akademie der Künste in Budapest (Magyar Képzőművészeti Egyetem), Ungarn
- Akademie der Künste in Palermo (Accademia di belle Arti di Palermo), Italien
- Accademia di Belle Arti di Urbino, Urbino, Italien
- Universidad de Castilla-La Mancha (Universidad de Castilla-La Mancha), Cuenca, Spanien
- Academy of Fine Arts (Kuvataideakatemia), Helsinki, Finnland
- Lettische Kunstakademie (Latvijas Makslas Akademija), Riga, Lettland
- Universität für angewandte Kunst Wien, Wien, Österreich
- Akademie der Bildenden Künste Wien, Wien, Österreich
- École Supérieure d’Art d’Aix-en-Provence, Aix-en-Provence, Frankreich[15]

## Bekannte ehemalige Studierende und Professoren

### A
- Herbert Achternbusch
- Eduard Aigner
- Michael Ammann
- Peter Angermann (2002–2010), Professor für Malerei; Studium an der Akademie 1966–1968
- Hermann Anselment (1948–1955), Dozent für Farbe und Form
- Armen Avanessian (2012/2013), Gastprofessur Architektur und Stadtforschung

### B
- Ernst von Bandel
- Heike Baranowsky, seit 2009 Professorin für Freie Kunst
- Anton Baur
- Liz Bayerlein, bildende Künstlerin
- Rainer Beck (1983–1995), Professor für Kunstgeschichte
- Timo Behn, bildender Künstler
- Hermann Bek-Gran, Professor[16]
- Willem van Bemmel
- Benjamin Bergmann (2008/2009), Gastprofessor
- Hans Joachim Berndt (1993–2002), Professor für Grafik-Design
- Diego Bianconi (1988–1995)
- Irmgard Biernath
- Michaela Biet
- Karin Blum
- Lars Blunck, seit 2013 Professor für Kunstgeschichte
- Oliver Boberg
- Christian von Borries (2010/2011), Gastprofessor für Architektur- und Stadtforschung
- Friedrich von Borries, 2003 Professor für Architektur- und Stadtforschung; 2007/2008 zusammen mit Matthias Böttger Gastprofessor für Kunst und öffentlicher Raum
- Arno Brandlhuber (2003–2017), Professor für Architektur- und Stadtforschung
- Eduard Brill, Direktor der Staatsschule für Angewandte Kunst
- Franz Brochier, Direktor der Kunstgewerbeschule[16]
- Jacob Daniel Burgschmiet
- Claus Bury (2003–2011), Professor für Bildhauerei

### D
- Björn Dahlem (2008), Gastprofessor Architektur und Stadtforschung
- Gabriela Dauerer
- Simone Decker (2008–2015), Professorin für Künstlerische Konzeptionen/Kunst im öffentlichen Raum
- Johann Adam Delsenbach
- Christian Demand (2006–2011), Professor für Kunstgeschichte
- Alf Depser (1899–1990), Chemiker, Maler, Zeichner, Holzschneider und Grafiker
- Rolf-Gunter Dienst (1992–2008), Professor für freie Grafik und Malerei
- Manfred G. Dinnes
- Gerhard G. Dittrich
- Günter Dollhopf (1973–1997), Professor
- Gerald Domenig (2011), Gastprofessor
- Roland Dörfler
- Helmut Draxler, Professor für Kunsttheorie und Kunstvermittlung

### E
- Georg Eberlein (1858–1878), Lehrer/Professor
- Otto Eckmann (1882–1885)
- Martin Eder (1993–1995), Student
- Matthias Egersdörfer
- Georg Christoph Eimmart
- Hermann Erbe-Vogel
- Margareta Erichsen (1916–2006), Studentin
- Stephan Eusemann, Professor für Textilkunst und Flächendesign
- Julius Exter

### F
- Jesko Fezer (2015), Gastprofessor Architektur und Stadtforschung
- Alfred Finsterer
- Ralph Fleck (2003–2014), Professor für Freie Malerei
- Jochen Flinzer, seit 2008 Professor

### G
- Johannes Gachnang, Gastprofessor
- Eugenia Gapchinska
- Andreas Gering
- Tita Giese
- Angela Glajcar
- Adolf Gnauth
- Irma Goecke
- Johannes Götz, Bildhauer
- Hermann Gradl, ab 1907 Lehrer; ab 1926 Professor der Kunstgewerbeschule, (1939–1945) Direktor
- Otto Grau (1934–1939)
- Tamara Grcic (2010), Gastprofessorin
- Fritz Griebel (1946–1966), Professor für Malerei und Grafik; Direktor 1948–1957
- Gerd Grimm
- Tassilo von Grolman, Gastdozent Design-Geschichte
- Andreas Grote
- Johannes Grützke (1992–2002), Professor für Malerei
- Friedrich Gurschler

### H
- Carl Haag
- Michael Hakimi, seit 2011 Professor
- Blalla W. Hallmann
- Thomas Hartmann, seit 2005 Professor für Freie Malerei
- Adolf Heer
- Heinrich Heidner
- Max Heilmaier (ab 1907), Professor
- Andreas Heiszenberger
- Karl Helbig
- Karl Hemmeter
- Wolfgang Herrndorf (1965–2013), Student
- Hanns Herpich, Professor für Textilkunst und Flächendesign
- Friedrich Heubner
- Adolf von Hildebrand
- Gregor Hiltner (* 1950)
- Alexander Höller
- Johannes Peter Hölzinger (1991–2002), Professur für dreidimensionales Gestalten / Kunst und öffentlicher Raum
- Ottmar Hörl, seit 1999 Professor für Bildhauerei, (2005–2017) Akademiepräsident
- Erhard Hößle, Professor für Silberschmiede
- Leni Hoffmann (1982–1987), Studium, (1997), Gastprofessur
- Karl-Heinz Hoffmann
- Hermann Hosaeus

### I
- Walter Ibscher
- Johann Eberhard Ihle (1771–1811), Direktor
- Heinrich Ilgenfritz

### J
- Karl Jäger, Maler

### K
- Christiane Kaufmann
- Friedrich August von Kaulbach
- Georg Kemper
- Renate Kirchhof-Stahlmann
- Helmut Kirsch
- Philipp Kittler (1877–1880)
- Eitel Klein (1924–1929), Studium
- Gisela Kleinlein
- Bernd Klötzer
- Werner Knaupp (1986–2001), Professor
- Rudolf Koch, Schriftkünstler
- Alfred Kohler (1933–1935)
- Oskar Koller (1954–1959)
- Max Körner
- Andreas Krämmer (1982–1988), Studium
- Elke Krasny (2013), Gastprofessorin Architektur und Stadtforschung
- August von Kreling (1853–1874), Direktor
- Ursula Kreutz
- Christian Kruck
- Susanne Kühn, Professorin für Freie Malerei
- Johann Michael Kupfer

### L
- Marko Lehanka, seit 2006 Professor für Bildende Kunst
- Arnold Leissler
- Wilhelm Leuschner
- Richard Lindner
- Ludwig von Löfftz
- Bart Lootsma (2003–2004), Gastprofessor Architektur und Stadtforschung
- Karlheinz Lüdeking (1997–2001), Professor für Kunstgeschichte; (1998–2001) Akademiepräsident

### M
- Suska Mackert, seit 2013 Professorin für Freie Kunst / Gold- und Silberschmieden
- Friedrich Carl Mayer (ab 1855), Professor
- Thomas Mayfried (2012–2014), Vertretungsprofessor Grafik-Design; (2015) Gastprofessor Architektur und Stadtforschung
- Dore Meyer-Vax
- Ortwin Michl
- Christian Mischke
- Julius Mössel
- Christian Philipp Müller (2016–2017), Professor für Kunst und öffentlicher Raum
- Michael Munding (1983–1988), Student, seit 1998 Professor für Freie Malerei und Kunsterziehung

### N
- Rolf Nida-Rümelin
- Karl Ulrich Nuss

### O
- Hiroshi Ōnishi
- Tom Orgel
- Johann Karl Osterhausen, Anatomie-Professor

### P
- Daniel Pauluzzi
- Georg Karl Pfahler (1984–1992), Professor der Klasse freie Malerei
- Chris Petit (2012) Gastprofessor Architektur und Stadtforschung
- Eva von Platen, seit 2005 Professorin für Bildende Kunst und Gestaltungsgrundlagen
- Rainer Pöhlitz
- Christian Posthofen
- Johann Daniel Preissler
- Eduard Posch (1881/1882)
- Michael Mathias Prechtl (1926–2003)
- Bernhard Prinz
- Christoph Preisel
- Rupert Preißl
- Johann Daniel Preissler (ab 1705), Direktor der Akademie
- Wunibald Puchner (1969–1975), Präsident der Akademie

### R
- Wilhelm Manfred Raumberger (1951–1954)
- Karl Raupp (1868–1879), Professor
- Luis Rauschhuber
- Dan Reeder, Gastprofessor[17]
- Carsten Recksik
- Albert Reich (1881–1942), Schüler (1898–1902)
- Franz Reichel
- Albert Christoph Reindel, Rektor
- Hans Peter Reuter (1985–2007), Professor für Freie Kunst und Kunstpädagogik
- Heiner Riepl, Student
- Lorenz Ritter
- Paul Ritter
- Paul Ritter der Jüngere (1859–1888)
- Wilhelm Ritter
- Fritz Röll
- Stefan Römer, Gastprofessur Kunsttheorie und -vermittlung
- Waldemar Franz Rösch
- August Johann Rösel von Rosenhof
- Christopher Roth (2011/2012), Gastprofessur Architektur und Stadtforschung
- Ernst Moritz Roth (1921–1923)
- Georg Röttinger (1880–1882)
- Sep Ruf (1947–1952), Professor
- Ludwig Ruff

### S
- Michael Sailstorfer (2019–2020), Professor für Bildhauerei
- Wolf Sakowski
- Jacob von Sandrart
- Diet Sayler
- Paul Schad-Rossa (1877–1880)
- Rudolf Schiestl
- Stefan Schilling (1986–1991)
- Heinz Schillinger (1979–1991), Professor für Grafik-Design
- Karlheinz Schmid (1998/99), Gastprofessor
- Otto Michael Schmitt
- Barbara Schock-Werner
- Karl Schricker
- Johann Jacob Schübler
- Alf Schuler (1964–1970)
- Otto Schulz (1877–1943), 1908–1939 Professor für Linearzeichnen, Projektionslehre, Perspektive und Architektur
- Karl Schwenzer
- Anton Seitz
- Albrecht Staedtler (1881/82)
- Ruth Stahl
- Kerstin Stakemeier, seit 2015 Professorin für Kunsttheorie und Kunstvermittlung
- Jules Stauber
- Werner Stein
- Michael Stevenson, seit 2011 Professor für Bildhauerei
- Hans Stubenrauch

### T
- Juergen Teller, (2015–2019) Professor für Fotografie
- Rainer Thomas
- Peter Tomschiczek
- Peter Trummer (2005), Gastprofessor Architektur und Stadtforschung
- Florian Tuercke

### U
- Wilhelm Uhlig

### V
- Raphaela Vogel
- Günter Voglsamer (1967–1984), Professor für Große Komposition und Wandmalerei; (1975–1984), Präsident der Akademie
- Georg Vogt (1881–1956), (1911–1948) Akademieprofessor

### W
- Thomas Wagner, Professor für Kunstgeschichte
- Günter Walter
- Stephan Walter
- Conradin Walther (1846–1910), Professor für Architektur (1874–1909)
- Friedrich Wanderer (ab 1868), Professor
- Hubert Weber
- Ernst Weil (1965–1981), Professor für Malerei
- Gerd Weiland
- Gerhard Wendland (1960–1978), Professor für Malerei
- Jan St. Werner (2017–2021), Professor für Interaktive Medien
- Olga Wiedecke (1913–1994), Studium von 1931–1934
- August Wilckens
- Faith Wilding
- Hermann Wilhelm
- Hans Peter Willberg Studium ab 1952, Schrift- und Buchgestalter ab 1957, Professor für Typografie und Buchkunst ab 1975
- Hans Wimmer (1949–1972), Professor für Bildhauerei
- Georg Winter (2003–2007), Professor für Kunst und öffentlicher Raum
- Georg Philipp Wörlen
- Josef Wittmann, Studium an der damals königlichen Kunstgewerbeschule um 1900

### Z
- Fred Ziegler
- Reiner Zitta
- Anton Benno Zottmayr
- Gerd Alois Zwing

## Ehrensenatoren und Ehrenmitglieder

### Ehrensenatoren
- Günther Beckstein
- Anton Wolfgang Graf von Faber-Castell
- Siegfried Lingel
- Karl Gerhard Schmidt
- Max Streibl
- Bruno Schnell

### Ehrenmitglieder
- Elfriede Bauer
- Rainer Beck
- Julius Bissier
- Marianne und Hansfried Defet
- Joseph E. Drexel
- Hans Ehard
- Fritz Griebel
- Ludwig Grote
- Erich Heckel
- Hans Hofmann
- Volker Koch
- Richard Lindner
- Gerhard Marcks
- Marino Marini
- Bernhard Meyer-Rutz
- Irmgard Müller
- Carl Orff
- Georg Karl Pfahler
- Wunibald Puchner
- Hans Purrmann
- Elke Schloter
- Robert Seiler
- Andreas Urschlechter
- Günter Voglsamer
- Georg von der Vring
- Christian Wallenreiter